# Rob Brown
Rob Brown (New York, 1º marzo 1984) è un attore e personaggio televisivo statunitense.
È principalmente conosciuto per i suoi ruoli in Scoprendo Forrester (2000), Coach Carter (2005), Ti va di ballare? (2006), The Express (2008) nella serie televisiva Treme e di Edgar Reade nella serie Blindspot fino al 2020.

## Biografia
Brown è nato nel quartiere di Harlem e cresciuto a Brooklyn, ed ha fatto parte del programma accademico Prep for Prep, che forniva opportunità alle minoranze di New York di frequentare istituti scolastici privati. Brown frequenta l'Amherst College, dove gioca a football americano, cosa che gli dà l'esperienza necessaria per recitare in uno dei suoi ruoli maggiormente ricordati, quello di Ernie Davis nel film del 2008 The Express.
In precedenza Brown era già diventato noto presso il grande pubblico per aver recitato nel 2000 accanto a Sean Connery nel film Scoprendo Forrester, che rappresentava il suo debutto nella recitazione, ed a cui Brown si era approcciato in seguito ad un annuncio sulla bacheca della scuola e senza mai aver avuto alcuna esperienza precedente. Nel 2005 aveva inoltre interpretato il ruolo di Kenyon Stone in Coach Carter, al fianco di Samuel L. Jackson. Nel 2006 recita insieme ad Antonio Banderas nel film Ti va di ballare?. Nel 2008 Rob Brown è stato nominato portavoce ufficiale dell'associazione Light the Night Walk, a favore dei malati di leucemia.

## Filmografia

### Cinema
- Scoprendo Forrester (Finding Forrester), regia di Gus Van Sant (2000)
- Coach Carter, regia di Thomas Carter (2005)
- Ti va di ballare? (Take the Lead), regia di Liz Friedlander (2006)
- Live! - Ascolti record al primo colpo (Live!), regia di Bill Guttentag (2007)
- Stop-Loss, regia di Kimberly Peirce (2008)
- The Express, regia di Gary Fleder (2008)
- Il cavaliere oscuro - Il ritorno, regia di Christopher Nolan (2012)
- Don Jon, regia di Joseph Gordon-Levitt (2013)
- Criminal Activities, regia di Jackie Earle Haley (2015)

### Televisione
- Treme – serie TV, 21 episodi (2010-2011)
- Blindspot – serie TV, 67 episodi (2015-2020)
- Shooter – serie TV, 5 episodi (2016-2017)
- We Own This City - Potere e corruzione (We Own This City) – miniserie TV, 6 puntate (2022)

## Doppiatori italiani
Nelle versioni in italiano delle opere in cui ha recitato, Rob Brown è stato doppiato da:
- Nanni Baldini in Scoprendo Forrester, The Express
- Simone Crisari in Don Jon, We Own This City - Potere e corruzione
- David Chevalier in Coach Carter
- Fabrizio Vidale in Ti va di ballare?
- Patrizio Prata in Live! - Ascolti record al primo colpo
- Carlo Scipioni in Stop-Loss
- Paolo Vivio in Criminal Activities
- Gianfranco Miranda in Blindspot
- Flavio Aquilone in Shooter